# Galeus mincaronei
Galeus mincaronei — акула роду Пилкохвостих котячих акул родини Котячі акули. Інші назви «бразильська пилкохвоста котяча акула», «південна пилкохвоста котяча акула». Наукову назву отримала на честь біолога М. Мінкароне.

## Опис
Довжина тіла сягає 42,5 см. Зовнішністю схожа на Galeus arae, Galeus antillensis, Galeus cadenati, Galeus springeri. Голова помірно довга. Морда трохи загострена. Очі відносно великі, овальні, горизонтальної форми, з мигальною перетинкою. Зіниці щілиноподібні. Під очима присутні маленькі щічні горбики. За очима розташовані крихітні бризкальця. Ніздрі порівняно невеликі з трикутними носовими клапанами. Губні борозни не дуже довгі. Рот широкий, дугоподібний. Зуби розташовані у декілька рядків. На верхній щелепі — 57-71 робочих зубів, на нижній — 56-63. Зуби дрібні, з багатьма верхівками, з яких центральна є високою і гострою, бокові — маленькі та притуплені. У неї 5 пар зябрових щілин. Тулуб стрункий. Грудні плавці дуже великі. Має 2 невеличких спинних плавця з округлими верхівками. Передній розташовано навпроти заднього частини черевних плавців, задній спинний — навпроти кінця анального плавця. Анальний плавець широкий (ширина сягає 11-14 % довжини усього тіла) та низький. Хвостовий плавець помірно довгий, вузький, гетероцеркальний. На верхній лопаті розташований зубчастий гребінь, утворений великою шкіряною лускою.
Забарвлення сіро-коричневе. На спині та боках довільно розкидані темні сідлоподібні плями зі світлою облямівкою. У хвостовій частині плями розмиті. На боках розташовані овальні темні плямочки зі світлою облямівкою. Слизова рота чорна. Плавці темніші за загальний фон. Черево майже білого кольору.

## Спосіб життя
Тримається на глибинах від 236 та 600 м (зазвичай до 400 м), континентальному шельфі. Воліє до рифових та скелястих донних ґрунтів. Доволі млява та повільна акула. Полює біля дна, є бентофагом. Живиться дрібними ракоподібними та молюсками, а також невеличкими костистими рибами.
Статева зрілість у самців настає при розмірі 36-38 см, самиць — 35-39 см. Це яйцекладна акула. Самиця відкладає 2 яйця завдовжки 5-6 см та 4 см завширшки.
Не є об'єктом промислового вилову. На чисельність впливає глибоководний промисел кальмарів.

## Розповсюдження
Мешкає біля узбережжя штатів Санта-Катарина та Ріо-Гранде-ду-Сул (Бразилія). Звідси походить одна з назв цієї акули. Площа ареалу складає 20 тисяч км².